# Celastrus caseariifolius
Celastrus caseariifolius là một loài thực vật có hoa trong họ Dây gối. Loài này được Lundell mô tả khoa học đầu tiên năm 1939.